# Michelle Krusiec
Michelle J. Krusiec (en chino, 楊雅慧; pinyin, Yáng Yǎhuì) (2 de octubre de 1974) es una actriz estadounidense de origen taiwanés.
El primer punto de comienzo para Krusiec vino cuando ella fue reclutada para ser uno de seis reporteros de viajes de viajes alrededor del mundo para el Discovery Channel en su nueva serie llamada Travelers.  Con Barbara Álvarez, Robin Kipp, Pearce Bunting, Patrick Michael, Foster Soloman, y más tarde Lisa Clark, el espectáculo se hizo un hueco inmediato y supuso considerables audiencias en el Discovery Channel.
Krusiec interpretó el papel de la muchacha de dieciocho años Molly O'Brien en Star Trek: Deep Space Nine en el episodio "Time's Orphan". Krusiec fue nominada a mejor actriz en los Golden Horse Film Festival por su interpretación en la película independiente de los Estados Unidos Saving Face del año 2005, en ella interpetraba a una chino-americana lesbiana engañando las demandas de su novia y madre enviudada. También apareció en The Mind of the Married Man como Sachiko, la muchacha de sala de masaje que da "finales felices". Michelle coprotagonizó la sitcom de la NBC del sábado por la mañana One World en la que también interpretaba el papel de Exquisite Woo en Popular.  Ha jugado el rol de Mei-Ling Hwa esposa, una de las nueras de la familia querida en ABC sumamente hecha público, Dirty Sexy Money.

## Filmografía

### Series de televisión
- Sexual Considerations (1991)
- Travelers (1996)
- One World (1998)
- Popular (1999) (serie de televisión)
- Titus, temporada 2 (2001)
- ER (2002)
- Monk (2003)
- Without a Trace, temporadas 1 y 3 (2003)
- Cold Case, temporada 2 (2004)
- Grey's Anatomy, episodio: Bring the Pain (2005)
- NCIS, episodio: Under Covers (2005)
- Weeds, episodio: Free Goat (2005)
- Standoff, episodio: Shanghai'd (2006)
- Dirty Sexy Money, temporada 1 (2007)
- My Own Worst Enemy Season 1 (2008)
- CSI: NY, temporada 6 (2009)
- CSI: Miami, temporada 8 (2010)
- Community, temporada 2 (2011)
- Touch, temporada 1 (2012)
- Hawai 5.0, temporada 6 (2015)
- Hollywood (2020)

### Películas
- Nixon (1995)
- For the Cause (2000)
- The Mind of the Married Man (2001)
- Tomato and Eggs (2002)
- Pumpkin (2002)
- Sweet Home Alabama (2002)
- Tenchu san (2003)
- Daddy Day Care (2003)
- Dumb and Dumberer: When Harry Met Lloyd (2003)
- Dúplex (2003)
- Best Actress (2004)
- Saving Face (2004)
- Cursed (2005)
- Pursuit of Happyness (2006)
- Far North (2007)
- Nanking (2007)
- What Happens in Vegas (2008)
- Henry Poole is Here (2008)
- The Invitation (2015)
- A Million Miles Away (2023)[2]